# Minamiuonuma
Minamiuonuma, eller Minami-Uonuma, (japanska: 南魚沼市?, Minamiuonuma-shi) är en stad i Niigata prefektur i Japan. Staden  bildades 2004. genom en sammanslagning av kommunerna  Muikamachi och Yamato. Ett år senare införlivades även kommunen Shiozawa i staden.

## Kommunikationer
I staden ligger Urasa som är en station på Joetsu Shinkansen som ger förbindelse med höghastighetståg till Tokyo och Niigata.